# 宇治川花火大会
宇治川花火大会（うじがわはなびたいかい）は、京都府宇治市の宇治川河川敷で1960年から2013年まで行われていた花火大会である。

## 沿革
1960年に第1回が開催された。
京都府下の花火大会では最大の規模であり、2015年の休止の際に報道された同年2月13日付の京都新聞のネットニュースなどによると、毎年20万人前後の人出となり、2007年と2008年の開催では22万人を超えたと報道されていた。
2008年は「源氏物語千年紀記念 第48回宇治川花火大会」、2011年は「みんなでがんばろう!日本 第51回宇治川花火大会」という名称で実施された。

### 台風による中止、再開を断念し廃止へ
2014年は8月11日に行われる予定であったが、台風11号直撃により、会場に近い宇治川上流にある天ケ瀬ダムの放流量が増えてしまい、打ち上げ場所や有料観覧席の設置予定箇所までもが水没する被害が発生し、安全確保が困難となったため、予備日に設定していた8月14日への順延を含め、大会史上初の完全中止となった。
京都府内ではこの花火大会に次ぐ規模であったドッコイセ福知山花火大会が2013年、露店爆発事故の影響により無期限休止したため、京都府下での大規模花火大会はこの宇治川花火大会が唯一となっていたが、上記2014年の台風水害の影響が残り、会場の安全確保の観点から、2015年（当初開催予定8月11日）は2月13日の段階で、また2016年（開催予定日不明）も2月20日の段階でそれぞれ公式ホームページを通して開催中止（予備日設定もなし）となった。ただし、2015・2016年は「宇治川ナイトフェスティバル」と題して花火とは異なるイベントを実施しており、これについても花火大会の正式な開催回数に含めている。
2017年5月に花火の数や規模の縮小（予定では打ち上げる花火の量を100発程度に減らすとともに、他のイベントと組み合わせて8月に複数回に分けて開催するとしていた）、大会名称も新しいものに変更したうえで、これに代わる複数日に跨る開催で4年ぶりの実施が検討されていることが明らかになったが、同年7月に中止が発表された。2018年度以後についても、人出の予想や交通アクセスなど、警備上や安全対策のめどが立たないとして、当面の間は再開を見送り、事実上宇治市は花火大会そのものを廃止する方針を同時に打ち出した。この時、宇治市観光協会は、「今後の再開は非常に困難であると認識しているが、改めて開催を前提として実施に必要な費用などを総合的に勘案して、今後の開催をするかについては判断することになる」としていた。
ところが2017年12月7日に、宇治市は見物客の安全対策に目途が立たないことを理由に、正式に宇治川花火大会を廃止することを決定した。
宇治川花火大会が廃止されたため、京都府内での大規模花火大会は事実上廃止かと思われていたが、入れ違いに2018年より京都市伏見区で「京都芸術花火」が開催されることとなったため、曲がりなりにも大規模花火大会が継続されることとなった。ただし、この京都芸術花火は、文化庁の京都移転を記念して始まったものであるため、京都2大花火大会の代替としての開催ではない。なお、京都芸術花火は2019年以降も継続して毎年5月下旬に開催することが決まったが、2020年より2024年までの京都競馬場の改築工事期間は一時的な休止および他の会場への一時的な移転が検討されている。これとは別に、その後2019年に亀岡市の亀岡平和祭保津川市民花火大会が打ち上げ数を約8,000発とした上で、本大会に次ぐ規模の大規模花火大会に昇格している。